# Kyselovice
Kyselovice jsou obec v okrese Kroměříž ve Zlínském kraji. Žije zde 492 obyvatel.

## Historie
První písemná zmínka o obci pochází z roku 1078 (Kisselowici).

## Obyvatelstvo

### Struktura
Vývoj počtu obyvatel za celou obec i za jeho jednotlivé části uvádí tabulka níže, ve které se zobrazuje i příslušnost jednotlivých částí k obci či následné odtržení.
| Rok            | 1869 | 1880 | 1890 | 1900 | 1910 | 1921 | 1930 | 1950 | 1961 | 1970 | 1980 | 1991 | 2001 | 2011 | 2021 |
| -------------- | ---- | ---- | ---- | ---- | ---- | ---- | ---- | ---- | ---- | ---- | ---- | ---- | ---- | ---- | ---- |
| Počet obyvatel | 665  | 706  | 841  | 903  | 862  | 833  | 799  | 705  | 739  | 679  | 607  | 540  | 488  | 477  | 469  |
| Počet domů     | 102  | 123  | 136  | 147  | 152  | 152  | 177  | 193  | 194  | 192  | 183  | 202  | 199  | 203  | 206  |

## Obecní správa

### Obecní symboly
Znak a vlajka byly obci uděleny rozhodnutím předsedy Poslanecké sněmovny Parlamentu České republiky dne 29. března 1995.

## Spolky
V obci funguje sbor dobrovolných hasičů.

## Pamětihodnosti
- Zaniklý zámek Kyselovice
- Novogotický Kostel svatých Andělů strážných
- Socha svatého Jana Nepomuckého na náměstí
- Socha svatého Vendelína
- Pomník obětem první světové války

## Galerie

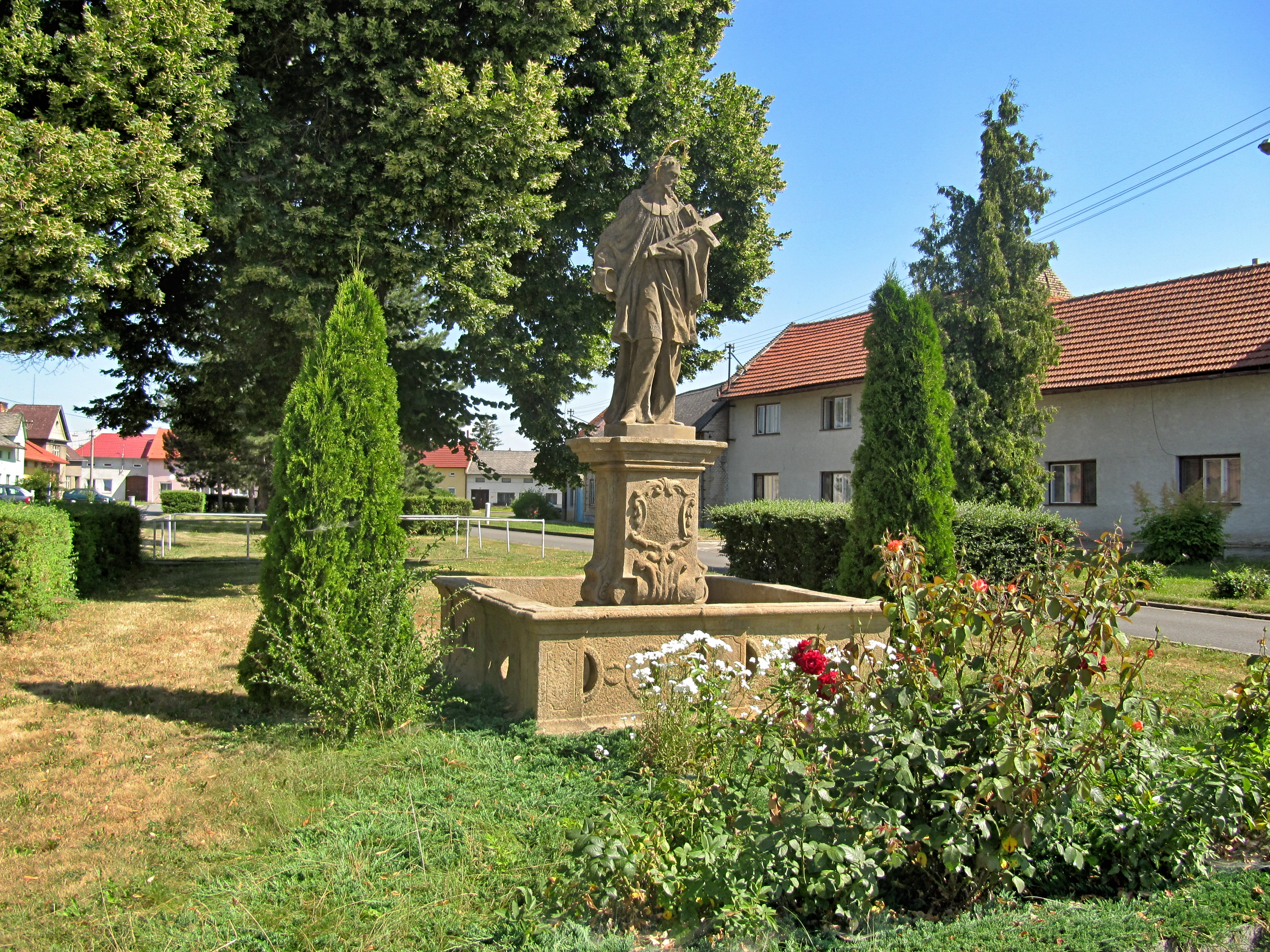
Socha svatého Jana Nepomuckého na návsi
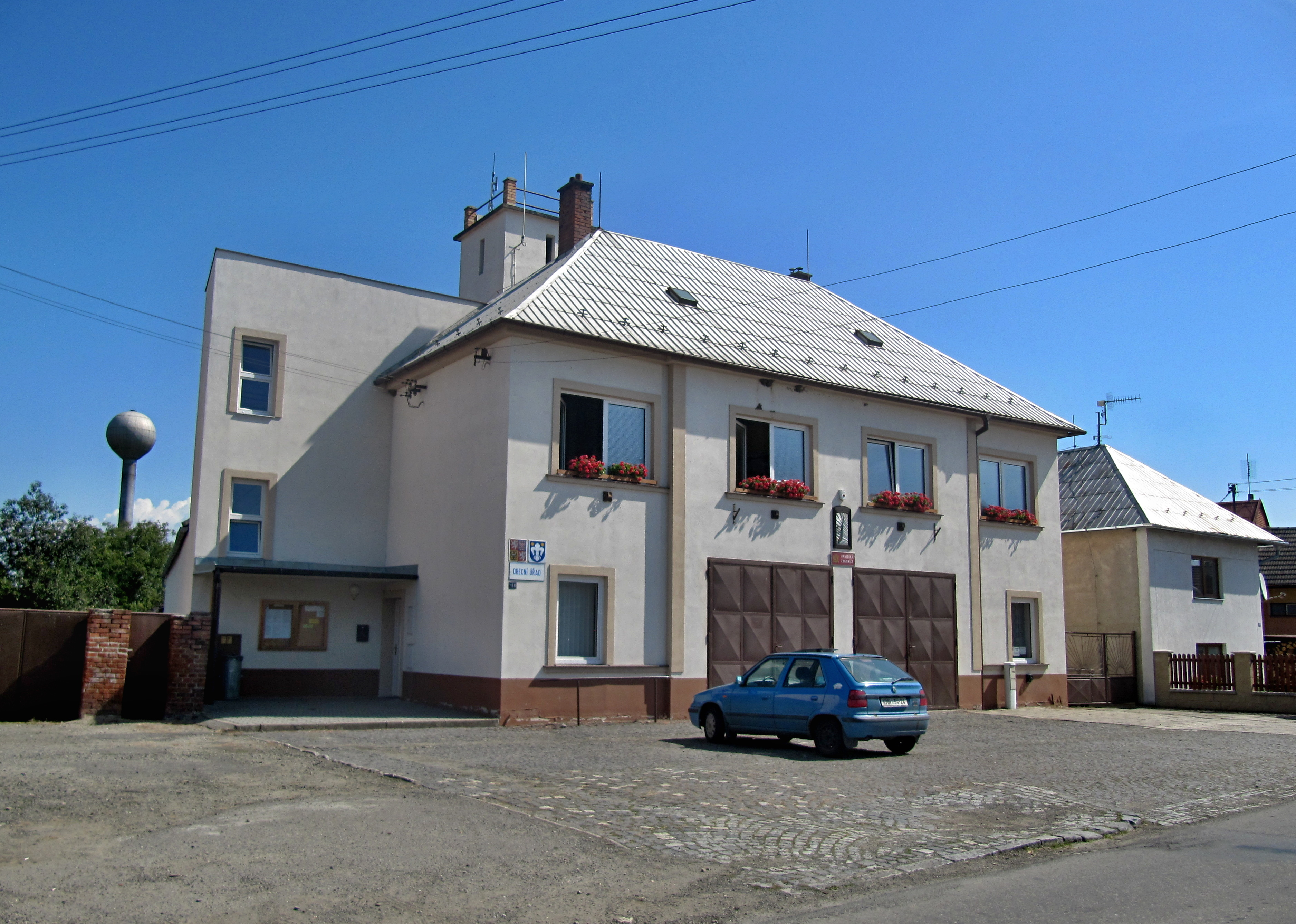
Obecní úřad
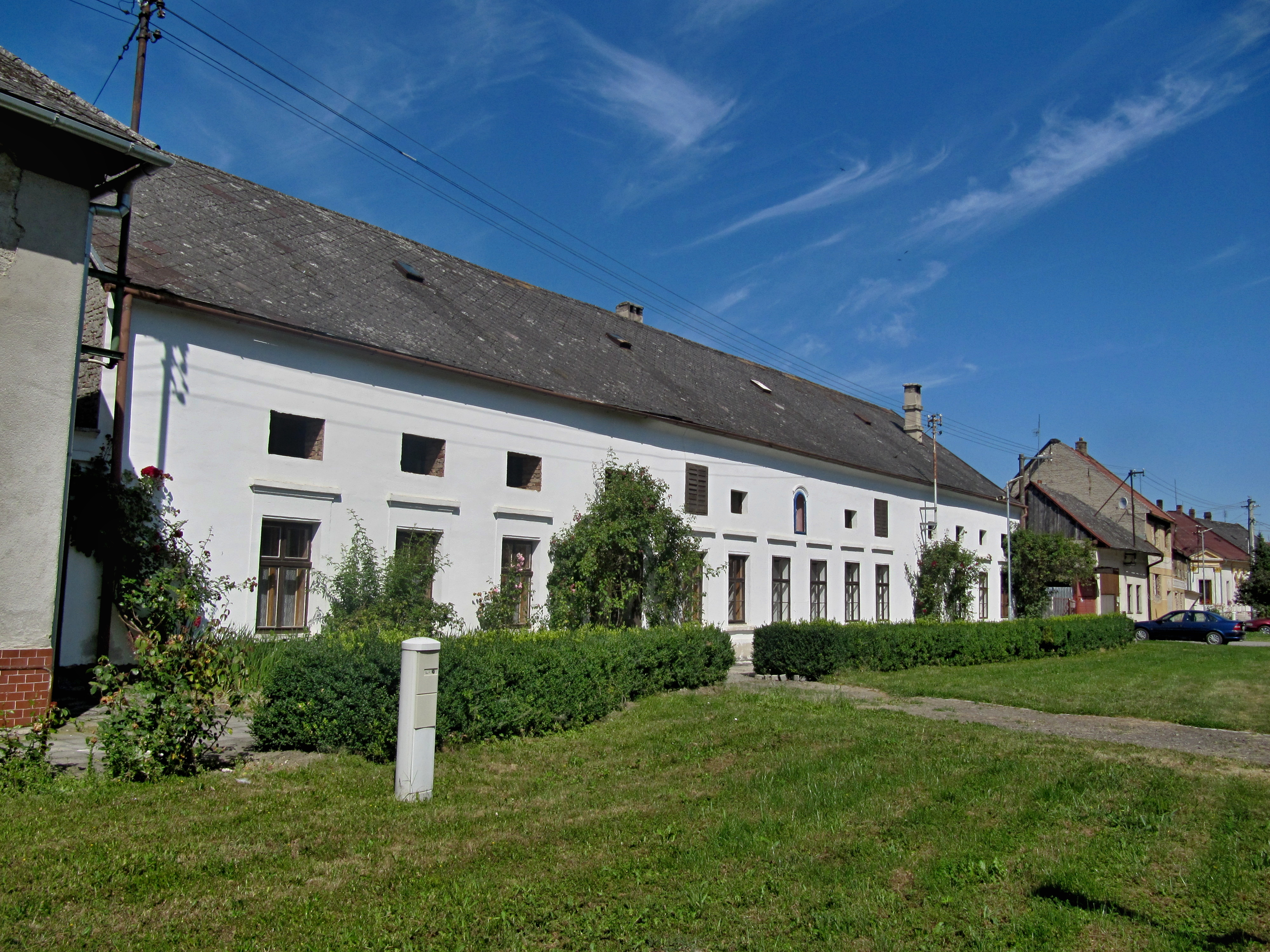
Fara
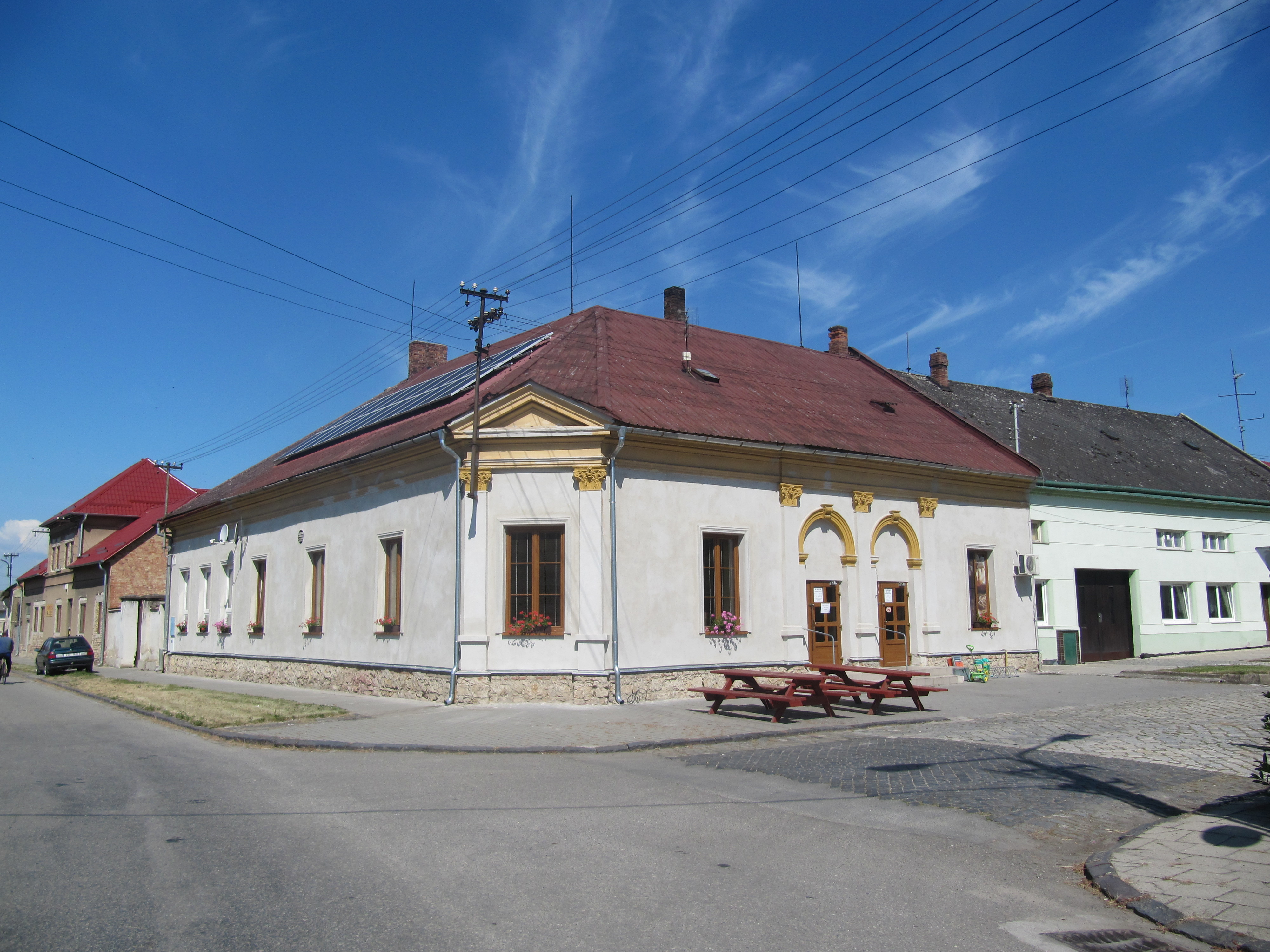
Obchod
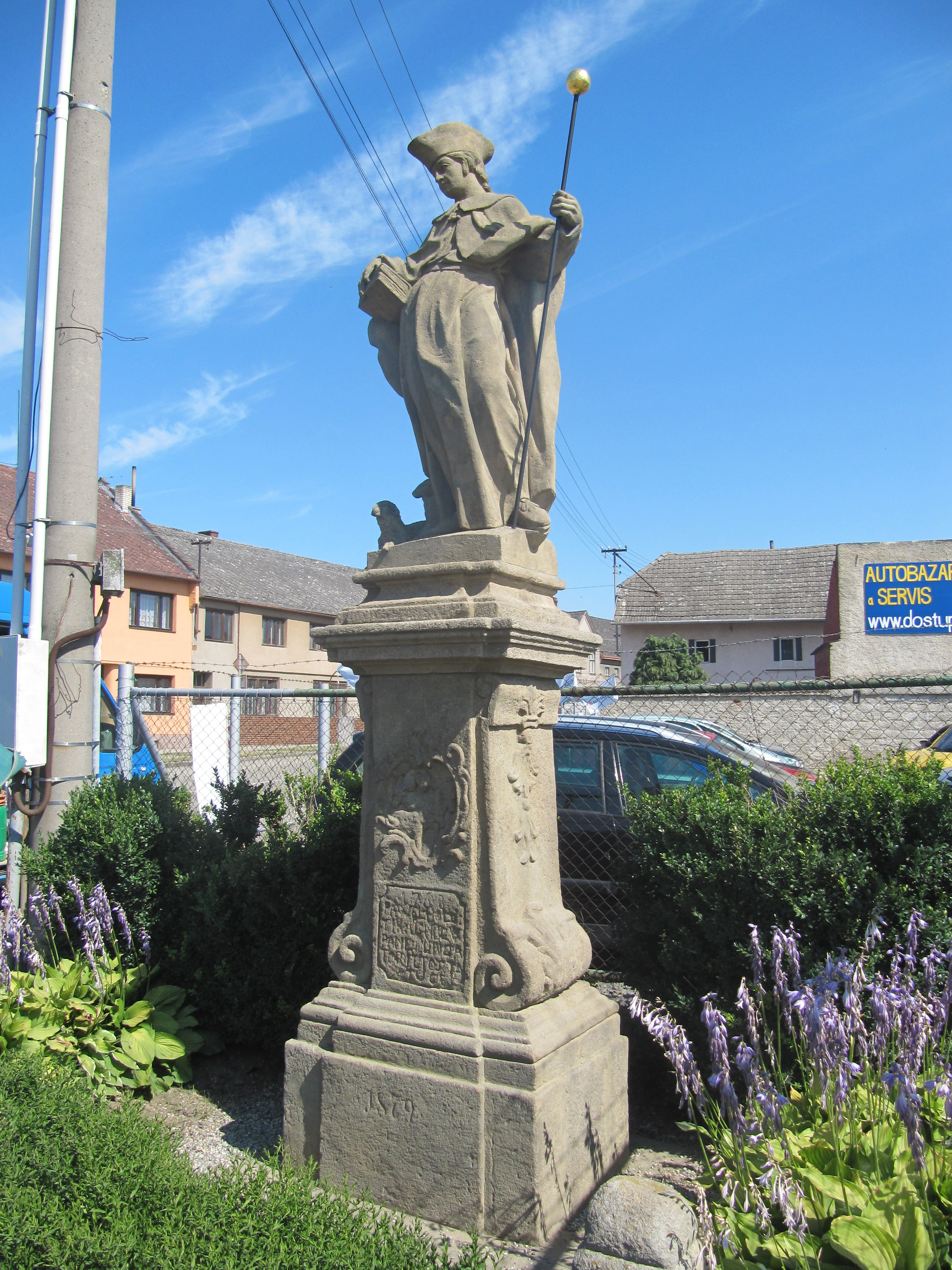
Socha svatého Vendelína
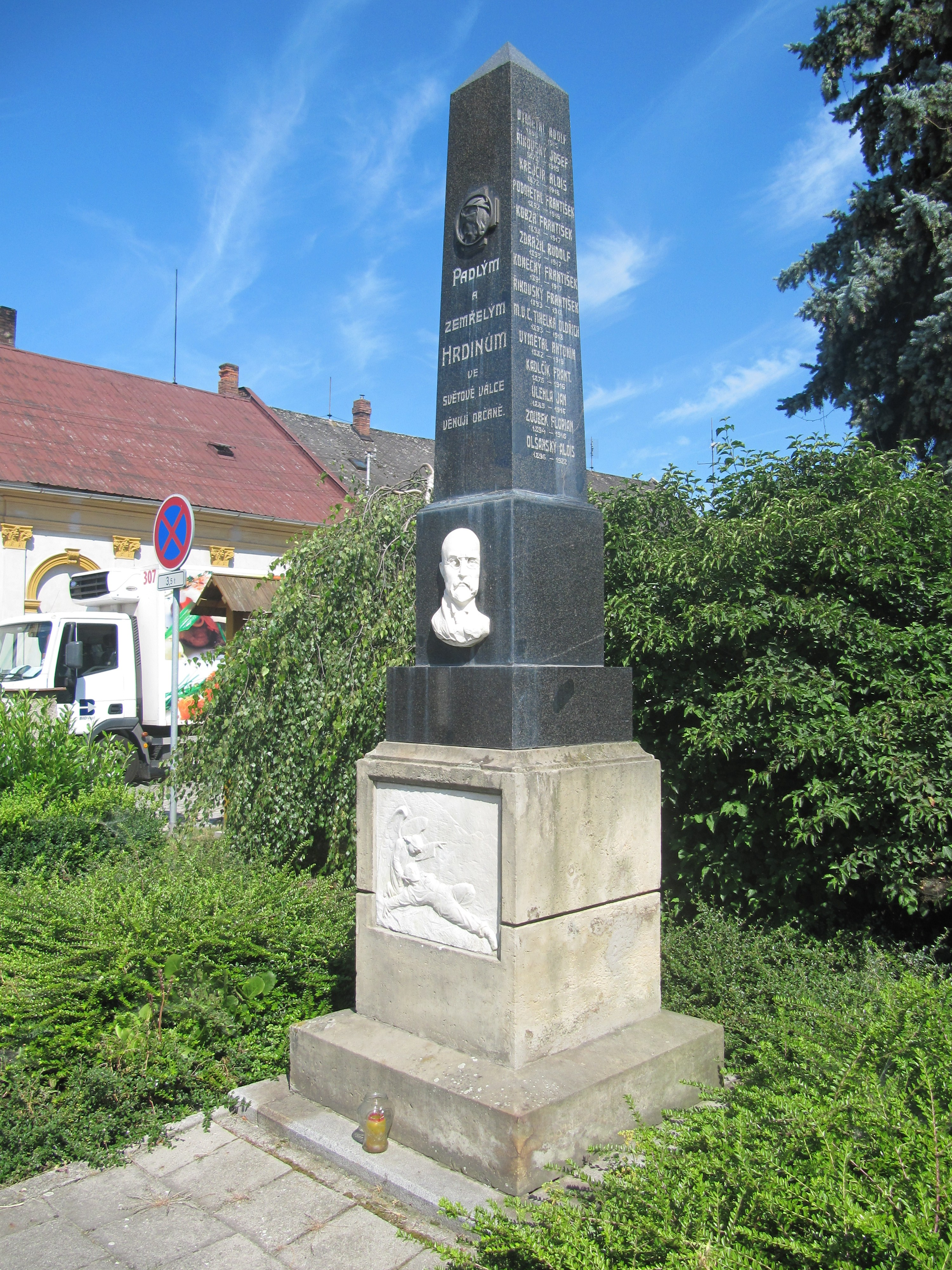
Pomník obětem první světové války